# Axel Eggebrecht
Axel Eggebrecht (ur. 10 stycznia 1899 w Lipsku, zm. 14 lipca 1991 w Hamburgu) – niemiecki dziennikarz i pisarz.
Tuż po I wojnie światowej zafascynował go komunizm i powstający Związek Radziecki. Dziennikarski debiut Axel Eggebrecht zanotował w dzienniku Rote Fahne, związanym z Komunistyczną Partią Niemiec. Fascynacja komunizmem minęła po kilku latach i Eggerbrecht w 1925 roku wystąpił z szeregów partii. W tym samym czasie rozpoczął współpracę z „Weltbühne” („Scenie światowej”) Siegfrieda Jacobsohnsa.
W 1928 roku wydał pierwszą swoją powieść Leben einer Prinzessin i napisał pierwszy scenariusz filmowy The Republic of the Backfishes. Jako że jego twórczość została doceniona, mógł zamieszkać w kolonii artystów Wilmersdorf w Berlinie, przy ulicy Bonner Straße 12, co upamiętnia wmurowana tam tablica.
W latach 1930–1939 utrzymywał się z pisania scenariuszy filmowych i artykułów antynazistowskich. Niechęć do narodowego socjalizmu, okazywana dość ostro w tekstach, doprowadziła do jego aresztowania i kilku miesięcy w obozie koncentracyjnym Hainewalde. Dostał również zakaz pracy.
Po II wojnie światowej, w czerwcu 1945, został sprowadzony przez oficerów brytyjskiej okupacji do budynku radia dawnego kanału Rzeszy Hamburg. W ten sposób Eggebrecht został jednym z założycieli Północno-Zachodniej Niemieckiej Rozgłośni Radiowej (NWDR), powołanej do życia we wrześniu 1945. Jako dziennikarz zaliczany był do pionierów radiowego feature. W latach 1963–1965 był sprawozdawcą z procesu zbrodniarzy wojennych z Auschwitz-Birkenau we Frankfurcie nad Menem.
Axel Eggerbrecht jest autorem dekalogu dla twórców audycji radiowych oraz założycielem radiowego „Studia Junior”, w którym wyszkolił kilka pokoleń niemieckich dziennikarzy. Dziś nagroda jego imienia przyznawana jest najlepszym niemieckim radiowcom.